# Psychotria gallerana
Psychotria gallerana är en måreväxtart som beskrevs av Paul Carpenter Standley. Psychotria gallerana ingår i släktet Psychotria och familjen måreväxter. Inga underarter finns listade i Catalogue of Life.